# Calymene
Calymene – wymarły rodzaj trylobitów żyjący w okresie sylurskim. 
Opis
Średni trylobit (kilka cm) o długiej, ale dość szerokiej tarczy tułowiowej złożonej z licznych segmentów (13), bardzo małej tarczy ogonowej i szerokiej tarczy głowowej z wąską glabellą o charakterystycznych łezkowatych płatach. Cały pancerz ma zarys prostokątny. Kolce policzkowe dość długie, cienkie. Wzgórki oczne i oczy występują, ale są dość małe. 
Znaczenie:
Skamieniałości różnych gatunków Calymene są istotnymi skamieniałościami przewodnimi w datowaniu syluru Europy i Ameryki Północnej. 
Występowanie:
Rodzaj kosmopolityczny, znany ze wszystkich kontynentów, z wyjątkiem Antarktydy (w Afryce tylko w Maroku). Formy klasyczne pochodzą z Europy i Ameryki Północnej, formy z innych kontynentów są obecnie czasem zaliczane do pokrewnych rodzajów (np. Gravicalymene). Występuje również w Polsce w Górach Świętokrzyskich. 
Zasięg wiekowy
Sylur, gatunki zaliczane dawniej do ordowiku i dewonu obecnie należą do pokrewnych rodzajów. 
Wybrane gatunki o dużej wartości stratygraficznej:
- Calymene breviceps, Indiana i Illinois.
- Calymene blumenbachi, Dudley Anglia.
- Calymene clavicula, Oklahoma.
- Calymene niagarensis, New York.
- Calymene tuberculata, Gotlandia Szwecja.
- Calymene vogdesi Ohio